# Liste des seigneurs de Combourg

## Origine
La seigneurie de Combourg fut créée par Junguenée archevêque de Dol mort vers 1040 qui détacha du Régaire, c'est-à-dire du domaine temporel de l'archevêché de Dol, une quinzaine de paroisses au profit de son frère Riwallon de Dol. Ce dernier reçut le fief avec le titre de «signifer Sancti Samsonis» (porte-enseigne de Saint Samson) c'est-à-dire de chef militaire du régaire de Dol.Il avait la garde de la place  de Dol et le commandement de son château dit la Tour de Dol.

## Liste des sires puis comtes de Combourg
- vers 1040 à 1065 : Riwallon Ier de Dol
- 1065-1079/1083 : Jean Ier de Dol, son fils, moine puis archevêque de Dol de Bretagne de 1087 à 1092.
- 1079/1083-11??  : Riwallon II de Dol son fils aîné
- 11??-1137 : Gelduin de Dol son frère
- 1137-1162 : Jean II de Dol son fils
- 1162-1197 : Yseult de Dol sa fille épouse en 1167
  - Hasculf de Soligné ou de Subligny dom de Combourg de 1167 à 1197
- 1197- après 1241 : Jean III de Dol leur fils
- mort après 1235 : Gelduin II de Dol son fils
- mort après 1273 : Harscoët de Dol son fils
- mort après 1278 : Jean IV de Dol son fils
- après 1278-1330 : Jean V de Dol son fils
- 1330-après 1354 : Jeanne de Dol († après 1386), sa fille épouse :
  - 1) Jean († 14 août 1352 tué à la bataille de Mauron), seigneur de Tinténiac, de Bécherel et de Romillé, seigneur consort de Combourg,
  - 2) Jean de Châteaugiron  sire de Malestroit mort en 1374.
- 1374-1397 : Jean de Châteaugiron dit de Malestroit son fils.
- 1397-1415 : Jean de Malestroit son fils aîné tué à la Bataille d'Azincourt
- 1415-1463 : Geoffroi de Malestroit son frère
- 1463-1482 : Jean de Malestroit baron de Derval son fils
- 1482-1493 : Françoise de Rieux épouse de François de Montafilant; sa petite nièce, petite-fille de Gillette de Malestroit
- 1493-1506 : Jeanne Raguenel dite de Malestroit épouse de Tanguy IV  du Chastel, fille de Gillette de Malestroit
- 1506-1517 : Jacques de Montjean fils de Jeanne du Chastel épouse de Louis de Montjean
- 1517-1539 : René de Montjean son frère
- 1539-1569 : François d'Acigné son neveu, fils de Jean d'Acigné et d'Anne de Montjean.
- 1569-1615 : Philippette d'Acigné sa fille, épouse en 1553:
- 1569-1604 : Jean V de Coëtquen. 1er comte de Combourg en 1575.
- 1604-1628 : Louis de Coëtquen  son petit-fils. Fils de Jean de Coëtquen mort en 1602
- 1628-1674 : Malo Ier de Coëtquen son fils, comte de Combourg, gouverneur pour le Roi des ville et château de Saint-Malo, Capitaine-lieutenant de la compagnie des gendarmes du cardinal duc de Richelieu[1]
- 1674-1679 : Malo II de Coëtquen son fils
- 1679-1727 : Malo-Auguste de Coëtquen son fils
- 1727-1734 : Malo-François de Coëtquen son petit-fils.Fils de Jules-Malo de Coëtquen (mort en 1727)
- 1734-1746 : Augustine de Coëtquen dite « Mlle de Combourg », fille de Jules-Malo qui épouse en 1735 de Charles duc de Rochechouart
- 1734-1761 : Louise-Françoise-Maclovie de Coëtquen dite « Mlle de Coëtquen », fille de Malo-Auguste qui épouse en 1739, Emmanuel-Félicité de Durfort duc de Duras. Ils cèdent le comté le 3 mai 1761 à
- 1761-1786 : René-Auguste de Chateaubriand
- 1786-1794 : Jean-Baptiste de Chateaubriand, son fils aîné, exécuté  à Paris en 1794.
- 1794-1873 : Louis-Geoffroy de Chateaubriand, son fils
- 1873-1889 : Christian Marie Camille Geoffroy de Châteaubriand, son fils

### Sources
- Frédéric Morvan Les Chevaliers bretons. Entre Plantagenets et Capétiens du milieu XIIe siècle au milieu du XIIIe siècle éditions Coop Breizh,  Spézet 2014  (ISBN 9782843466700) « Généalogie des Dol-Combourg » p. 271.
- Frédéric Morvan la Chevalerie de Bretagne et la formation de l'armée ducale 1260-1341 Presses Universitaires de Rennes, Rennes 2009,  (ISBN 9782753508279) « Généalogie n°18 : les Dol-Combourg »
- Michel Brand'Honneur Manoirs et châteaux dans le comté de Rennes (XIe – XIIe siècles) Presses Universitaires de Bretagne Rennes  (2001)  (ISBN 2868475612)
- Amédée Guillotin de Corson Combourg son Histoire-Chateaubriand L'Amateur Averti La Découvrance Rennes (1994)   (ISBN 2 910 452 11 5)